# البخاري (المخادر)

تعديل مصدري - تعديل

البخاري هي إحدى قرى عزلة الوادي بمديرية المخادر التابعة لمحافظة إب، بلغ تعداد سكانها 618 نسمة حسب تعداد اليمن لعام 2004.